# Florence Gossiaux
Pour les articles homonymes, voir Gossiaux.
Florence Sireau-Gossiaux, née le 25 mai 1966 à L'Isle-Adam, est une athlète handisport et une pongiste handisport française.

## Biographie
Florence Gossiaux est paralysée à l'âge de 15 ans alors qu'elle dort sur la banquette arrière d'une voiture entrant en collision avec un camion.
Elle devient athlète paralympique de haut niveau, remportant quatre médailles aux Jeux paralympiques sur 100 mètres et 800 mètres en fauteuil.
Elle se reconvertit ensuite dans le tennis de table handisport.

## Palmarès

### Athlétisme

#### Jeux paralympiques
- 2000 à Sydney
  -  Médaille de bronze sur 100 mètres T52

- 1992 à Barcelone
  -  Médaille d'argent sur 100 mètres TW2
  -  Médaille de bronze sur 800 mètres TW2

- 1988 à Séoul
  -  Médaille d'argent sur 800 mètres 1C

### Tennis de table

#### Championnats d'Europe
- 2013 à Lignano Sabbiadoro
  -  Médaille de bronze par équipes en classe 1-3
- 2011 à Split
  -  Médaille d'argent par équipes en classe 2
  -  Médaille de bronze en simple en classe 1-2

## Distinctions
- Chevalier de l'Ordre national du Mérite en 2000[3]